# 好日山荘

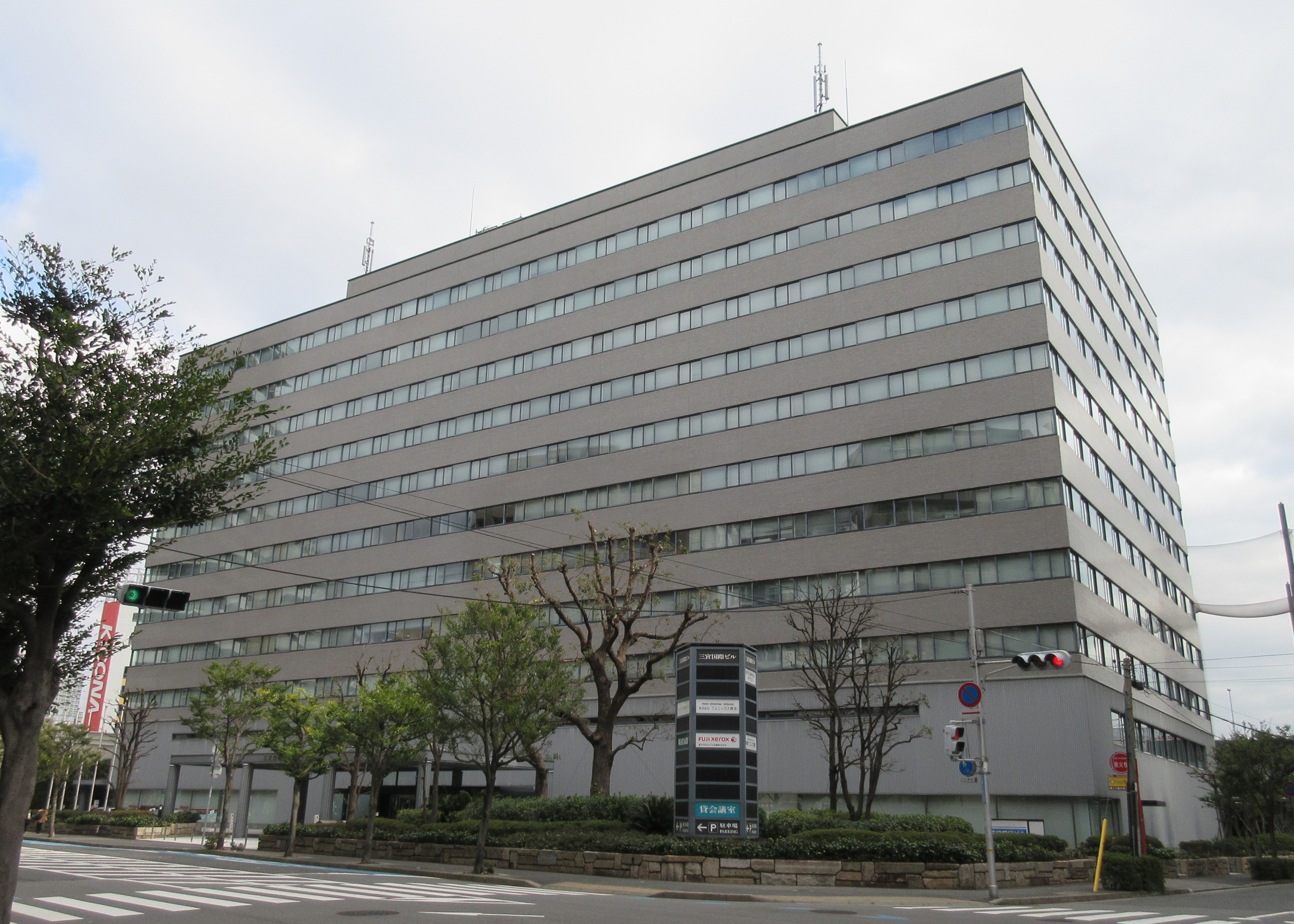
本社が入居する三宮国際ビル

株式会社好日山荘（こうじつさんそう）は、兵庫県神戸市に本社のある登山・クライミング・アウトドア用品総合専門店である。全国に55店舗を有する。
創業以来、登山やアウトドアの楽しみを広めることをミッションとし、山や自然を心から愛する経験豊富なスタッフが、安全・快適な登山やアウトドアライフのための商品、知識・ノウハウを提供している。2010年より、スポーツクライミングを日本で普及・発展させるためクライミングジム「グラビティリサーチ」をオープン。全国で7店舗を展開している。 
2012年12月1日に親会社であった株式会社コージツと合併した。 

## 沿革
- 1921年 西岡一雄が前身であるマリヤ運動具店を開業。
- 1923年 同東京店が関東大震災により壊滅
- 1924年 西岡は独力で大阪に好日山荘を開業
- 1928年 神戸の社会人山岳会「B・K・V」の主宰者島田真之介が神戸に好日山荘神戸店を開業
- 1932年 1924年に神戸市で創設されたRCC(Rock Climbbing Club)の仲間、海野治良が西岡一雄と東京神田に好日山荘東京店を開店
- 1945年 各店が戦災により壊滅
- 1963年 好日山荘神戸店の流れを汲む有限会社好日山荘を設立(登山用品、スキー用品専門店（出資金1,000千円・神戸市生田区「現中央区」三宮町）)
- 1972年 株式会社好日山荘に組織変更（資本金9,000千円）。オリジナルブランド「バイレス」を発表
- 1980年 登山スキー用品の専門店から、テニス・ゴルフ用品を加えた総合スポーツ店の出店開始
- 1991年 スポーツ・アウトドア業界で、初のPOSシステムを全店に導入、日本証券業協会に店頭登録
- 1997年 スキー用品の販売より撤退し、登山・アウトドア用品専門店へ
- 2003年 好日山荘 WEB SHOPの運営開始
- 2006年 株式会社コージツの登山用品販売部門を株式会社好日山荘として分社化
- 2007年 『コージツ』から『好日山荘』へ店名の改称完了。本社所在地を東京都港区へ移転
- 2008年 百貨店・ショッピングセンターへの出店を開始
- 2009年 株式会社好日山荘 東京支社を東京都千代田区神田錦町に開設
  - エコプロジェクトによる植樹活動の開始
  - 「好日山荘登山学校」を開講
- 2010年 クライミングジム グラビティリサーチを兵庫県神戸市に運営開始
- 2012年 親会社の株式会社コージツが株式会社好日山荘を吸収合併し、株式会社好日山荘に商号変更。
  - 本社所在地を神戸市中央区に復帰
- 2013年 女性社員で構成される部活動「おとな女子登山部」発足
- 2014年 フランチャイズチェーン事業を開始
- 2015年 キャンプ用品専門店「キャンピングリサーチ」の運営開始
- 2016年 バーグハウス正規輸入販売店を開始
- 2019年「みんなで選ぶ好日山荘 100名山」プロジェクト」始動[3]
  - クライミングジム会員を対象とした、会員自動更新システム「グラビティリサーチメンバーズ」開始[4]
  - 店頭でスマートフォンから商品詳細情報を閲覧することできる「ジャンデヨム」サービス運用開始[5]
  - 山体験をシェアする画像投稿サービス「YamaPos」サービス運用開始[6]
- 2020年 神戸発祥のウェアブランド・FORESTWARDROBE（フォレストワードローブ）の取扱開始
  - 好日山荘のエコプロジェクト、エコジツを本格始動
    1. 六甲山グリーンベルト事業「山まゆの森」活動
    2. 「高尾の森づくりの会」への参加
    3. マイボトルもっとる運動

  - 好日山荘公式アプリを開始[7]
  - 好日山荘「オンラインコンシェルジュ」の運営開始[8]
  - オールアウトドア複合型プラットフォーム「GsMALL（ジーズモール）」[9]の運営開始：2020年10月に2005年から稼働していたWEBSHOPを閉店。“海抜0mから8848mまで”をコンセプトに事業業態をECショッピングモールに変革。様々なアクティビティを網羅することを計画している。
- 2021年 新型コロナウイルス感染拡大の中密を避け安心してお買い物を楽しんでいただくために、店舗貸切りの「No密」ショッピングサービスを開始[10]
  - 神戸市と事業連携協定[11]を締結
    1. まちの活性化
      - 活用ニーズが少ない市保有地等を活用し、まちの中でアウトドアを楽しむ
      - 市街地近郊の自然を活かした登山学校の実施
      - SNSを駆使した神戸市の自然の魅力発信

    2. 里山の保全 ・自然の保全方法や生物多様性を考える登山学校の実施
      - 次世代を担う子供たちへの自然体験

    3. 防災 ・災害時協力や防災啓発活動の実施
      - 給水、防災拠点としての「好日山荘」センタープラザ神戸本店活用

    4. 高齢者・障がい者支援
      - 高齢者・障がい者などのアウトドア体験参加機会提供
      - ＶＲ登山体験

  - 繊研新聞社主催 ディベロッパーが選んだテナント大賞 「プロポーズ賞」受賞[12]
  - 特定非営利活動法人日本ヘルスツーリズム振興機構と業務連携協定締結[13]
    1. プログラム・ツアーの監修や協力
    2. 各種プロガイドとの連携や紹介
    3. 学術的エビデンスの共有
    4. 好日山荘の記事・動画メディア及びアプリへのコンテンツへの寄稿・監修
    5. 登山、ハイキングコースに関する健康効果のスコアリング
    6. YouTube、instagramなどの動画メディア活用による好日山荘との配信連携
    7. ヘルスツーリズムの普及
    8. 好日山荘が所有するメディアのヘルスツーリズムの紹介
    9. ヘルスツーリズムのプログラムの予約・販売・運営
    10. 「健康」「旅行」に対する課題解決型コンテンツの作成
    11. 健康診断コンテンツ作成
    12. 取引先企業やブランドと連携したプログラムの構築

  - 神戸市、株式会社好日山荘及び神戸電鉄株式会社のアウトドアを通じた神鉄沿線の地域活性化及び魅力発信に関する連携協定締結[14]　
    1. アウトドアを軸に神鉄沿線の自然環境を活かした新たな都市活力・くらしの創造
    2. 自然環境保全や健康増進など持続可能な社会の構築にむけた貢献
    3. 市内外の多様な企業やプレイヤーの参画促進および連携による事業創出と情報発信

  - 「KOBE Rail＆Trail」プロジェクト[15]
  - 2022年 国立大学法人岡山大学とのSDGsの達成に向けた包括協定締結[16]
    1. 平等で公正な参加を地域社会において実現する取組
    2. スポーツやレクリエーション等のバリアフリーを促進する取組
    3. 100 年先にも豊かな自然を残すため、カーボンニュートラルの実現を目指し、自然環境を保護・育成する取組
    4. 国内外へSDGs に関連する事項について発信する取組
    5. その他両者間で必要と認めたSDGs の達成を推進する取組

## 店舗
店舗については好日山荘店舗一覧を参照。
北海道
- サッポロファクトリー店

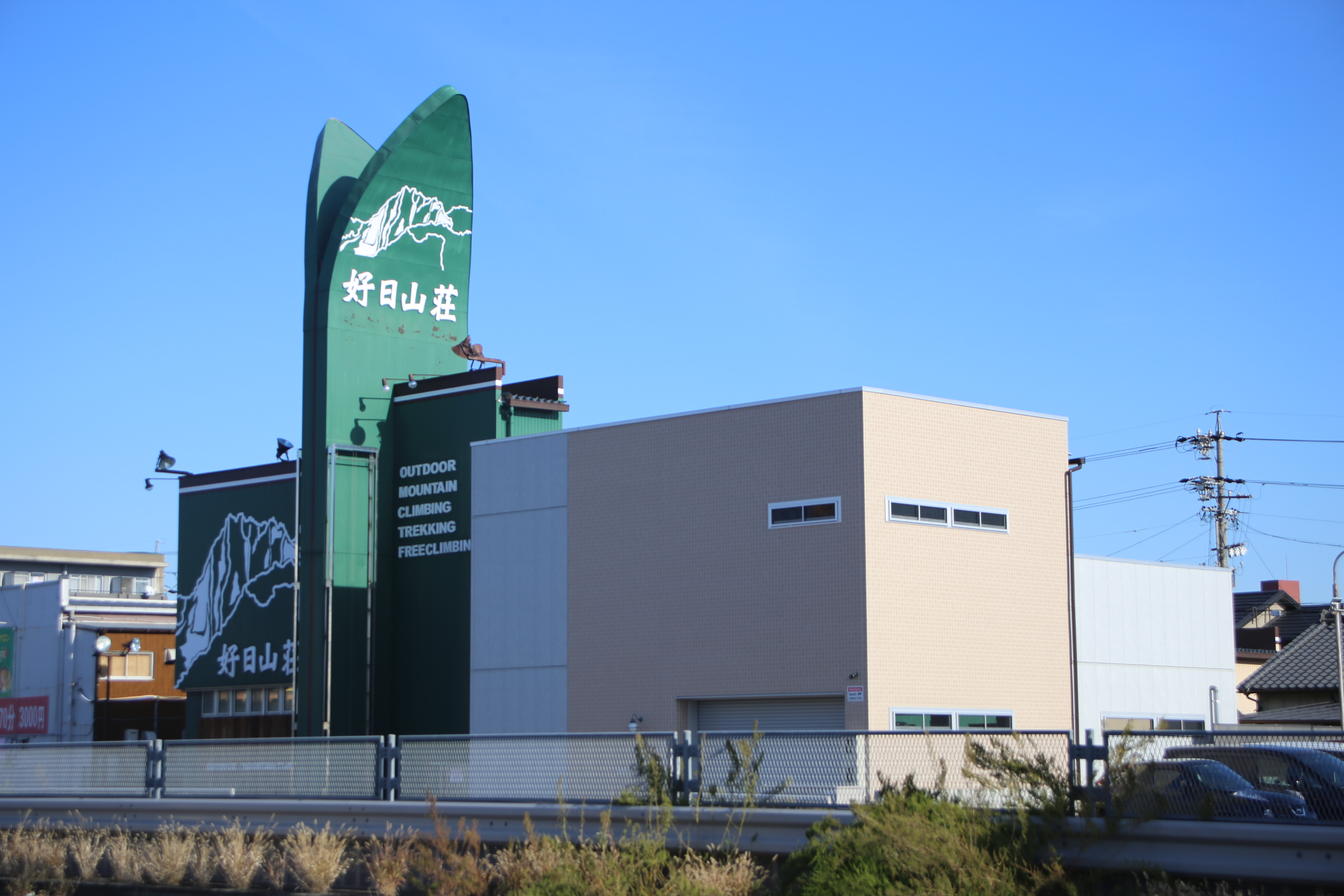
好日山荘春日井店（2016年11月）

- GRAVITY RESEARCH SAPPORO

甲信越
- 新潟亀田店
- GRAVITY RESEARCH NIIGATA
- 松本パルコ店
- 白馬店
- FC・好日山荘&BASE藍
- FC・甲府岡島店

関東
- 池袋西口店
- 玉川ガーデンアイランド店
- 町田店
- 調布パルコ店
- 瑞穂店
- 立川店
- イオンモール東久留米店
- 横浜西口店
- 川崎ダイス店
- さいか屋横須賀店
- さいか屋藤沢店
- 浦和パルコ店
- ららぽーとTOKYO-BAY店
- イオンモール土浦店
- 東武宇都宮店
- FC・好日山荘&Yagihashi
- FC・好日山荘 まるひろ入間店
- FC・好日山荘 京王聖蹟桜ヶ丘店

北陸・東海
- マリエ富山店
- 金沢西インター大通り店
- 福井北四ツ井店
- 静岡パルコ店
- 名古屋駅前店
- 名古屋栄店
- 春日井店
- イオンモール各務ヶ原店
- FC・好日山荘&MATSUBISHI店
- FC・金沢エムザ店

近畿
- グランフロント大阪店
- GRAVITY RESEARCH UMEDA
- 近鉄あべのハルカス店
- 岸和田カンカンベイサイドモール店
- GRAVITY RESEARCH KISHIWADA
- キャンピングリサーチ西宮山口店
- センタープラザ神戸本店
- GRAVITY RESEARCH mint-KOBE
- 姫路駅前店
- GRAVITY RESEARCH HIMEJI
- 京都河原町店（名称変更）
- GRAVITY RESEARCH サンガスタジアム by KYOCERA
- ならファミリー近鉄百貨店奈良店
- 紀三井寺店
- FC・好日山荘 京阪守口店

中国・四国
- 岡山駅前店[17] 2022/10/02閉店
- GRAVITY RESEARCH　OKAYAMA
- 広島紙屋町店
- FC・好日山荘&TENMAYA福山店
- FC・好日山荘 大丸下関店
- FC・好日山荘&山口井筒屋
- FC・好日山荘&米子しんまち天満屋店
- FC・好日山荘 徳島山城店
- FC・ベースキャンプ高松店
- FC・好日山荘 高知大丸店
- FC・パルフィールド

九州
- 小倉駅前店
- コマーシャルモール博多店
- FC・A-Ruku（アルク）
- FC・トキハ本店